# Bukit Timah
Bukit Timah är en kulle i Singapore. Den är 163,63 meter hög och därmed stadsstatens högsta punkt.  Bukit Timah ligger nära huvudöns mitt, cirka 10 kilometer från stadens affärscentrum.
Det omgivande området ingår i stadsplaneringsområdet Bukit Timah Planning Area och är det nordvästligaste distriktet i stadens centrumområde, även betecknat District 11

## Historia och etymologi
Bukit Timah betyder Tennberget på malajiska. Det förekom redan på kartan som de brittiska pionjärerna Philip Jackson och hans assistent Franklin gjorde upp 1828 för att etablera en plan för kolonin, som två kullar vid källan till floden Kranji. Eftersom det inre av öarna då inte ännu hade blivit utforskat, anses det att ursprunget kommer från malajiska källor. Dessa säger dock att namnet inte har något med tenn att göra, utan kommer från namnet på trädslaget temak som växer rikligt på kullen, och som i västerländska öron låter som Timah.
Kullen heter på kinesiska 武吉知马 (Wǔjízhīmǎ) och på tamil புக்கித் திமா. På min-kinesiska heter den (transkriberat) be chia lo bue, som betyder ”änden av hästvagnsvägen”. Namnet härrör från en väg för hästdragna kärror som röjdes till kullen 1843. Samtidigt arrangerades en hydda och några bänkar för rekreation, eftersom luften på kullen ansågs vara uppfriskande jämfört med det nästan tropiska klimatet i staden. 1845 byggdes Burkit Timah road, som är Singapores längsta gata. Den är 25 kilometer lång och går från centrum i söder till gränsen mot Malaysia i norr. En annan väg genom området byggdes ungefär samtidigt till pepparodlingarna i Kranij i nordväst. Området var på 1800-talet ännu till stor del djungel, och det rapporterades till exempel att 1860 hade över 200 människor dödats där av tigrar.
Andra världskriget inleddes för Malackahalvöns del med att japanska styrkor samma dag som Pearl Harbor även marscherade in i Kota Bharu i nuvarande Malaysia. Bara två månader senare gick de över gränsen till Singapore, som var dåligt befäst mot fastlandssidan då allt artilleri var riktat utåt Malackasundet. 11 februari 1942 intog de Bukit Timah, och därmed var Singapores öde beseglat, eftersom kullen överblickar de viktigaste gatorna inåt centrum, och britterna dessutom hade det mesta av sina förråd samlade där. Den brittiske befälhavaren i Singapore A. E. Percival kapitulerade 15 februari till den japanske generalen Tomoyuki Yamashita på Fords fabriksområde i Bukit Timah. Detta var ett av det brittiska imperiets värsta nederlag genom tiderna.
Under invasionen byggde japanerna ett shintotempel, Syonan-jinja på kullen. Syonan-to ("Syonan-ön") var ockupanternas namn på Singapore. De reste också en minnesvård för att ära de soldater som stupat i striden om Singapore, något överraskande en också för de brittiska. De brittiska krigsfångarna fick regelbundet besöka minnesmärket tillsammans med japanska officerare för att framföra sin vördnad. De japanska styrkorna sprängde också in förrådsutrymmen i berget under kullen, vilka finns kvar än i dag, men som är stängda för besökare för att skydda fladdermusstammen i området. Kort innan japanerna lämnade tillbaka området vid krigsslutet demonterade de shintotemplet själva för att inte riskera att det skulle förstöras med bristande respekt. Singapores regering har senare förklarat platsen för historisk plats, men tvekat att restaurera templet då de befarar att Kina skulle reagera aggressivt på det.
Efter kriget började jordbruket och plantagerna i Bukit Timah ge vika för industri och höghus. Området var ett utpräglat industriområde på 1960- och 70-talen, men har numera utvecklats mer till ett villaområde. Eftersom tomtmark är en bristvara i Singapore, har de bungalower och villor som vuxit upp börjat få allt högre social status.

## Området i dag
Ett naturreservat, Bukit Timah Nature Reserve, grundades 1883. En stor del av området är ännu i naturtillstånd och representerar närmast regnskogsmiljö. Det är en av två urbana regnskogar i världen (den andra finns i Rio). Antalet trädarter i parken är fler än i hela Nordamerika. Nordamerika då räknat utan Centralamerika. Av djurarterna är den mest spektakulära långsvansad makak (Macaca fascicularis), men man kan också få se den glidflygande pälsfladdraren (Cynocephalas variegatus) och om man har tur, den nattaktiva malajiska pangolinen (Manis javanica). 
En välkänd anläggning i området är också Singapore Turf Club, en anläggning för hästsport, öppen för medlemmar och deras gäster, samt betalande åskådare. I närheten finns järnvägsstationer med förbindelse till det malaysiska bannätet. Dessutom finns flera skolor och universitet.

## Bilder

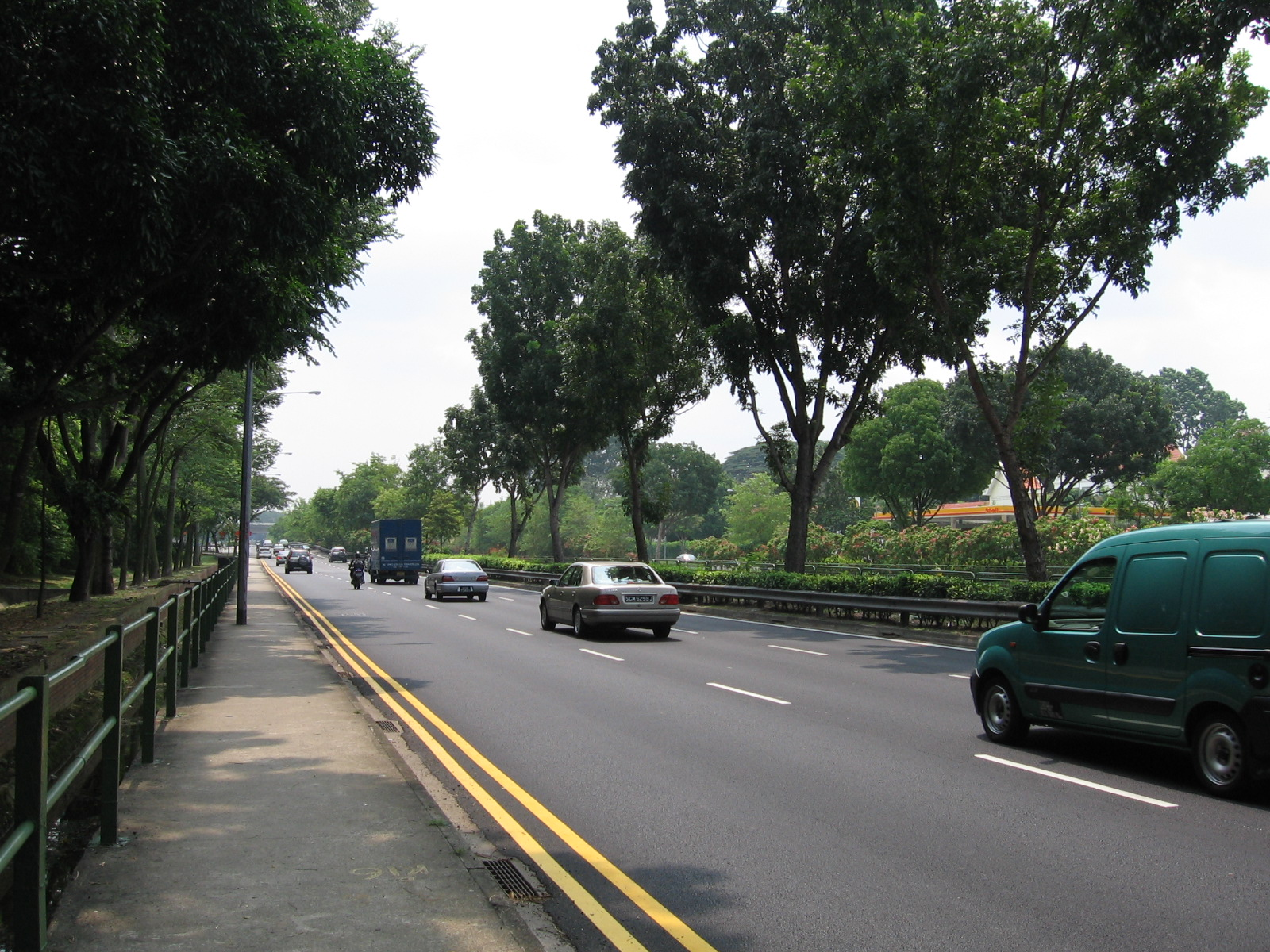
Burkit Timah road är en av de tidigaste vägarna i Singapore.
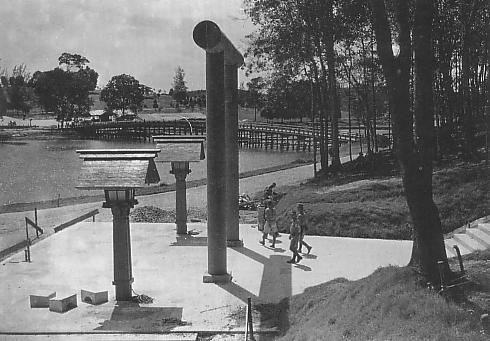
Shintotemplet, innan det demonterades strax före krigsslutet.
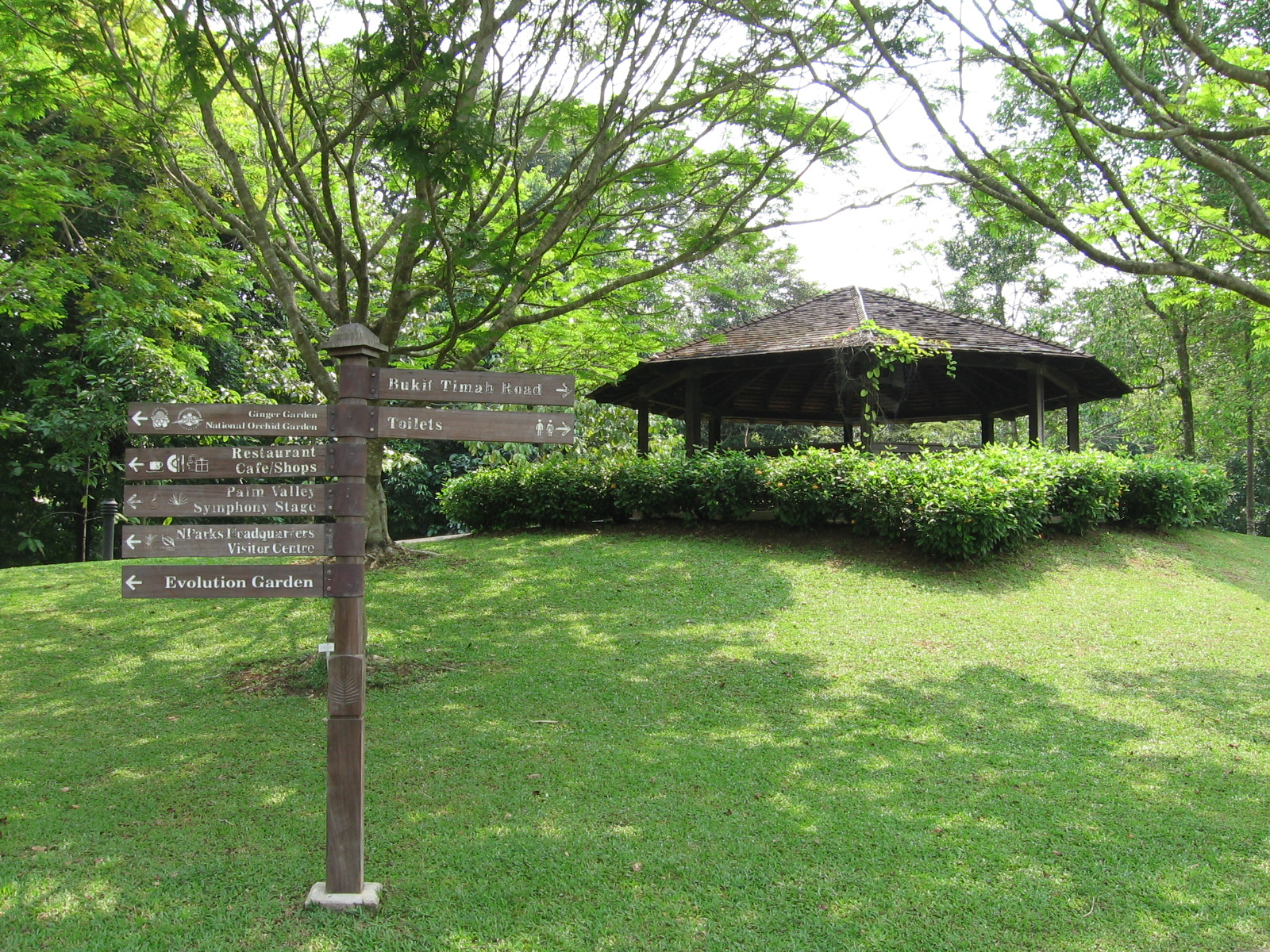
Parken i Bukit Timah.
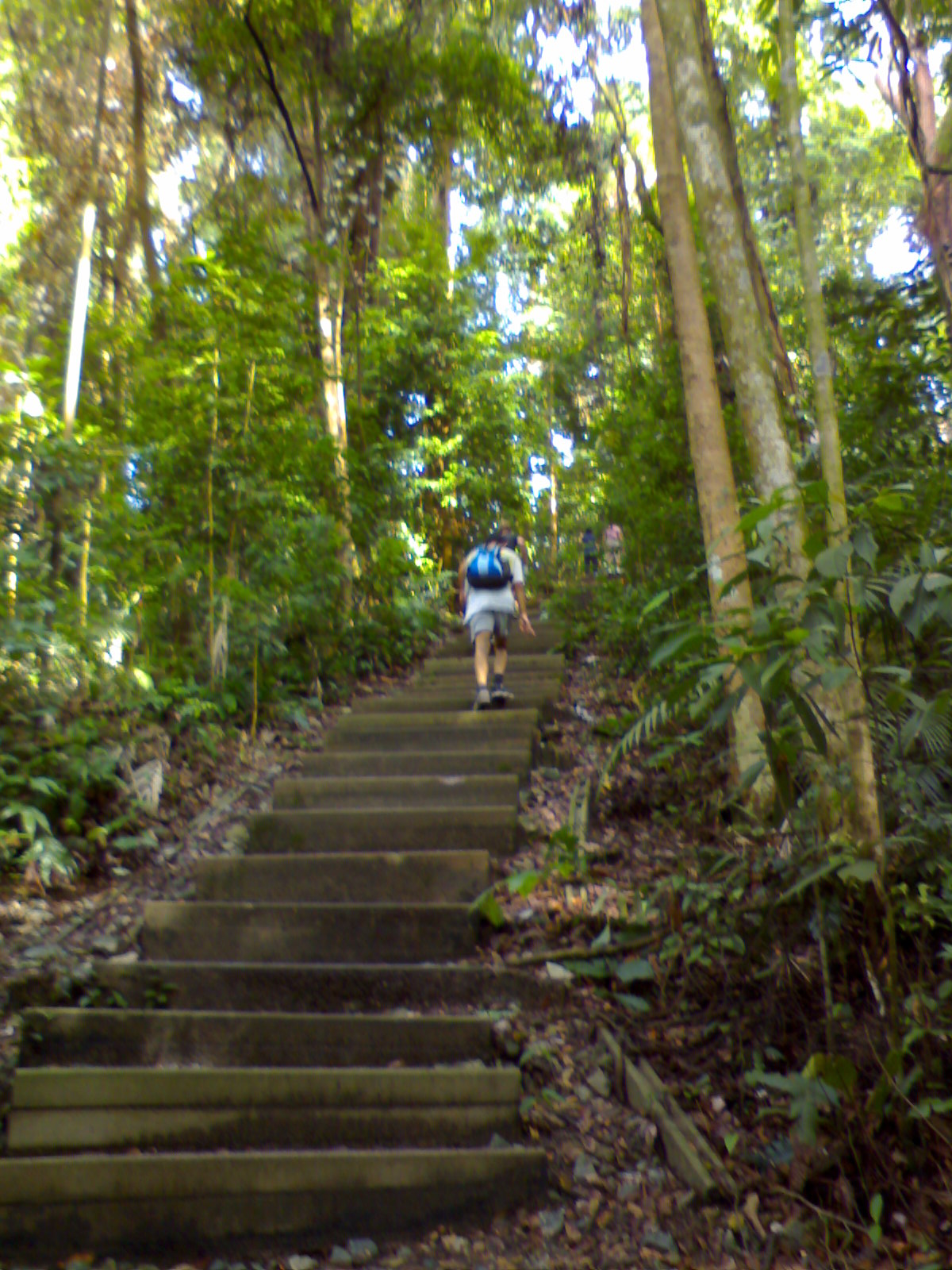
Vandringsstig på kullen.